# Região Geográfica Imediata de Barra do Garças

Localização da Região Imediata de Barra do Garças no Estado de Mato Grosso.

A Região Geográfica Imediata de Barra do Garças é uma das 18 regiões imediatas do estado brasileiro de Mato Grosso, uma das 3 regiões imediatas que compõem a Região Geográfica Intermediária de Barra do Garças e uma das 509 regiões imediatas no Brasil, criadas pelo IBGE em 2017. É composta de 9 municípios.